# Ієн Галлам
Ієн Галлам  (англ. Ian Hallam, 24 листопада 1948) — британський велогонщик, олімпійський медаліст.

## Виступи на Олімпіадах
| Олімпіада     | Дисципліна                                      | Місце             |
| ------------- | ----------------------------------------------- | ----------------- |
| Мехіко 1968   | Індивідуальна гонка переслідування, 4000 метрів | 15 (кваліфікація) |
| Мехіко 1968   | Командна гонка переслідування, 4000 метрів      | 2 h10 r1/4        |
| Мюнхен 1972   | Індивідуальна гонка переслідування, 4000 метрів | 10 (кваліфікація) |
| Мюнхен 1972   | Командна гонка переслідування, 4000 метрів      | 3                 |
| Монреаль 1976 | Індивідуальна гонка переслідування, 4000 метрів | 20 (кваліфікація) |
| Монреаль 1976 | Командна гонка переслідування, 4000 метрів      | 3                 |